# Szilágyszigettelep
Szilágyszigettelep (Colonia), település Romániában, a Partiumban, Szilágy megyében.

## Fekvése
Szilágysziget mellett fekvő település.

## Története
Szilágyszigettelep korábban Szilágysziget része volt. 1956-ban vált önálló településsé 182 lakossal.
A 2002-es népszámláláskor 69 román lakosa volt.